# Leuleu Ivan Melaju
Leuleu Ivan Melaju är en kulle i Indonesien.   Den ligger i provinsen Aceh, i den västra delen av landet, 1 600 km nordväst om huvudstaden Jakarta. Toppen på Leuleu Ivan Melaju är 67 meter över havet. Leuleu Ivan Melaju ligger på ön Pulau Simeulue.
Terrängen runt Leuleu Ivan Melaju är kuperad åt nordväst, men åt sydost är den platt. Runt Leuleu Ivan Melaju är det ganska glesbefolkat, med 39 invånare per kvadratkilometer. I omgivningarna runt Leuleu Ivan Melaju växer i huvudsak städsegrön lövskog.